# Монреаль Ворлд Кап
Монреаль Ворлд Кап (фр. Coupe du Monde Cycliste Féminine de Montréal, англ. Montreal World Cup) — шоссейная однодневная велогонка, проходившая по территории Канады с 1998 по 2009 год.

## История
Гонка была создана в 1998 году и сразу вошла в только что созданный календарь Женского мирового шоссейного кубка UCI, в котором просуществовала на протяжении всей своей истории до 2009 года.
В 2010 году гонка была отменена вместе с ещё двумя гонками: Туром Острова Принца Эдуарда и Туром Большого Монреаля. Как сказал их организатор Даниэль Манибал, причиной отменны всех трёх гонок стал затруднённый поиск спонсоров из-за создания двух мужских гонок, включенных в Мировой тур UCI — Гран-при Квебека и Гран-при Монреаля.
Маршрут гонки представлял собой круг в районе Кот-де-Неж-Нотр-Дам-де-Грас длиной примерно 9 км и включал подъём на Мон-Руаяль. Всего круг проходился около 10 раз. Общая протяжённость дистанции составляла около 100 км.

## Призёры
| Год  | Победитель       | Второй           | Третий            |
| ---- | ---------------- | ---------------- | ----------------- |
| 1998 | Диана Жилюте     | Жанни Лонго      | Барбара Хееб      |
| 1999 | Трейси Годри     | Лин Бессетт      | Анна Уилсон       |
| 2000 | Пиа Сандстедт    | Фабиана Луперини | Диана Жилюте      |
| 2001 | Женевьева Жансон | Сюзанн Юнгског   | Лин Бессетт       |
| 2002 | Деде Барри       | Анна Миллуорд    | Женевьева Жансон  |
| 2003 | Женевьева Жансон | Николь Кук       | Юдит Арндт        |
| 2004 | Женевьева Жансон | Юдит Арндт       | Оливия Голлан     |
| 2005 | Женевьева Жансон | Ойнон Вуд        | Мирьям Мельхерс   |
| 2006 | Юдит Арндт       | Николь Кук       | Кристин Армстронг |
| 2007 | Фабиана Луперини | Мара Эбботт      | Юдит Арндт        |
| 2008 | Юдит Арндт       | Фабиана Луперини | Ли Хобсон         |
| 2009 | Эмма Пули        | Эмма Юханссон    | Трикси Воррак     |